# Josefov (okres Sokolov)
Josefov (Duits: Josefsdorf) is een gemeente in de Tsjechische regio Karlsbad. De gemeente ligt op 525 meter hoogte, zeven kilometer ten noordwesten van de districtshoofdstad Sokolov.
Naast het dorp Josefov zelf liggen ook de dorpen Hřebeny, Luh nad Svatavou en Radvanov binnen de gemeente. De spoorlijn van Sokolov naar Kraslice loopt door de gemeente. Hieraan liggen het station Hřebeny en het station Luh nad Svatavou.

## Geschiedenis
Josefov werd gesticht in het jaar 1833. Daarmee is het het jongste dorp in de gemeente.
Sinds 1972 was Josefov een deel van de gemeente Krajková. In 1990 kreeg de gemeente haar zelfstandigheid.
Březová · Bublava · Bukovany · Chlum Svaté Maří · Chodov · Citice · Dasnice · Dolní Nivy · Dolní Rychnov · Habartov · Horní Slavkov · Jindřichovice · Josefov · Kaceřov · Krajková · Královské Poříčí · Kraslice · Krásno · Kynšperk nad Ohří · Libavské Údolí · Loket · Lomnice · Nová Ves · Nové Sedlo · Oloví · Přebuz · Rotava · Rovná · Staré Sedlo · Stříbrná · Svatava · Šabina · Šindelová · Sokolov · Tatrovice · Těšovice · Vintířov · Vřesová